# Índice de Opacidad Financiera
El Índice de Secreto Financiero, Índice de Opacidad Financiera o FSI (del inglés Financial Secrecy Index), es una escala elaborada por la Tax Justice Network, que mide qué papel desempeña el país a la hora de permitir el secreto financiero mundial. Es decir, determina lo importante y dañina que es para ocultar y blanquear dinero. El secreto financiero no solo permite que las personas blanqueen dinero y eludan sus responsabilidades fiscales, sino que mantiene a los cárteles de la droga financiables, la trata de personas rentable y la financiación del terrorismo viable.
El primer Índice de Secreto Financiero se publicó en 2009 y se calcula cada dos años.

## Elaboración
El Índice de Secreto Financiero otorga al sistema fiscal y financiero de cada país una puntuación de secreto financiero según la intensidad con la que ha sido programado para permitir que las personas oculten sus finanzas al estado de derecho. Por ejemplo, si un país permite que las personas sean propietarias de una empresa fantasma de forma anónima, dicha política, o la ausencia de una política que exija que se registren las identidades de los propietarios, contribuirá a una puntuación de secreto financiero más alta para el país. Del mismo modo, si el país dispone de leyes sobre el secreto bancario que prohíben a los banqueros divulgar información a las autoridades sobre los asuntos financieros de los clientes objeto de investigaciones penales, tales leyes contribuirán a una puntuación de secreto financiero más alta. Las puntuaciones de secreto financiero se evalúan basándose en 20 indicadores, cada uno compuesto por varios subindicadores que analizan la existencia o ausencia de leyes y políticas específicas, así como combinaciones concretas de leyes y políticas, que permiten el secreto financiero. Una vez se ha determinado la puntuación de secreto financiero de un país, el Índice de Secreto Financiero combina esa puntuación con el peso en la escala mundial del país, que es la medida de la cantidad de actividad corporativa que tiene lugar en el país, a fin de determinar la clasificación final del país en el índice. El peso en la escala mundial de un país es un indicador de cuánto utilizan los no residentes dicho país para servicios financieros. Al combinar la puntuación de secreto financiero de un país y su peso en la escala mundial, el Índice de Secreto Financiero determina qué papel desempeña el país a la hora de permitir el secreto financiero mundial.
Por tanto, un país que es en gran medida utilizado porque tiene un alto peso en la escala mundial, y cuenta con un sistema fiscal y financiero que tiene una puntuación de secreto financiero moderadamente alta, se clasificará más arriba en el índice, que un país que desempeña un papel pequeño en la economía mundial y está fuertemente programado para permitir el secreto financiero.

## Resultados
Los resultados han sido publicados en 2009 Archivado el 20 de octubre de 2021 en Wayback Machine., 2011 Archivado el 5 de octubre de 2021 en Wayback Machine., 2013 Archivado el 5 de octubre de 2021 en Wayback Machine., 2015 Archivado el 5 de octubre de 2021 en Wayback Machine., 2018 Archivado el 5 de octubre de 2021 en Wayback Machine. y 2020 Archivado el 13 de mayo de 2022 en Wayback Machine.

### 2009
| | Jurisdicción                        | Opac. | Peso global | valor FSI |
| --- | ----------------------------------- | ----- | ----------- | --------- |
| 1 | Estados Unidos (Delaware,...)       | 92    | 17,767      | 1503.80   |
| 2 | Luxemburgo                          | 87    | 14,890      | 1127.02   |
| 3 | Suiza                               | 100   | 5,134       | 513.40    |
| 4 | Islas Caimán (Dep. UK)              | 92    | 4,767       | 403.48    |
| 5 | Reino Unido (Londres)               | 42    | 19,716      | 347.79    |
| 6 | Irlanda                             | 62    | 3,739       | 143.73    |
| 7 | Bermudas (Dep. UK)                  | 92    | 1,445       | 122.30    |
| 8 | Singapur                            | 79    | 1,752       | 109.34    |
| 9 | Bélgica                             | 73    | 1,475       | 78.60     |
| 10 | Hong Kong                           | 62    | 1,986       | 76.34     |
| 11 | Jersey (Dep. UK)                    | 87    | 1,007       | 76.22     |
| 12 | Austria                             | 91    | 0,511       | 42.32     |
| 13 | Guernsey (Dep. UK)                  | 79    | 0,580       | 36.20     |
| 14 | Baréin                              | 92    | 0,146       | 23.53     |
| 15 | Países Bajos                        | 58    | 0,689       | 23.18     |
| 16 | Islas Vírgenes Británicas (Dep. UK) | 92    | 0,177       | 14.98     |
| 17 | Portugal (Madeira)                  | 92    | 0,146       | 12.36     |
| 18 | Chipre                              | 75    | 0,206       | 11.59     |
| 19 | Panamá                              | 92    | 0,128       | 10.83     |
| 20 | Israel                              | 90    | 0,128       | 10.37     |
| - Dep. UK indica Territorio británico de ultramar o Dependencia de la Corona británica donde la reina es la cabeza del estado, tiene poderes para designar a los funcionarios gubernamentales clave, leyes tienen que ser aprobadas en Londres y el gobierno de Reino Unido mantiene algunos otros poderes. - Com. UK indica territorios de la Commonwealth. Su tribunal de apelación final es el Comité Judicial del Consejo Privado. |                                     |       |             |           |

Los principales actores en el suministro de secreto financiero son predominantemente no pequeñas sino pero las ricas naciones que operan sus propias jurisdicciones especializadas de secreto financiero, y a menudo tienen relación cercana con jurisdicciones opacas "satélite" más pequeñas.
En la Unión Europea Austria, Luxemburgo, Irlanda y Reino Unido (con su jurisdicción de opacidad de la ciudad de Londres) son importantes jurisdicciones opacas. Un poco más abajo en los rankings, Portugal (con Madeira), Países Bajos, Hungría, Bélgica y Letonia también se incluyen. Análogamente se aplica a los Estados Unidos de Delaware, Nevada y Wyoming.
Suiza, Hong Kong, Singapur y las Islas Caimán son el corazón del sistema financiero internacional. Además, muchas de las jurisdicciones más pequeñas opacas no deben ser consideradas de forma aislada de la jugadores más grandes ya que muchas tienen relación con Reino Unido y otras, como las Islas Vírgenes de los Estados Unidos y las Islas Marshall tienen relación con Estados Unidos.
Los 12 primeras jurisdicciones identificadas por el FSI, tienen un 63% de la participación del mercado global del comercio de servicios financieros. Esta conclusión se refuerza cuando se considera que se enrutan más del 80% de los préstamos internacionales a través de las jurisdicciones opacas. Las jurisdicciones opacas están en el corazón de la economía global.

### 2011
| | Jurisdicción                        | Opac. | Peso global | valor FSI |
| --- | ----------------------------------- | ----- | ----------- | --------- |
| 1 | Suiza                               | 78    | 6,1         | 1879,2    |
| 2 | Islas Caimán (Dep. UK)              | 77    | 4,6         | 1646,7    |
| 3 | Luxemburgo                          | 68    | 13,1        | 1621,2    |
| 4 | Hong Kong                           | 73    | 4,2         | 1370,7    |
| 5 | Estados Unidos                      | 58    | 20,8        | 1160,1    |
| 6 | Singapur                            | 71    | 3,1         | 1118,0    |
| 7 | Jersey (Dep. UK)                    | 78    | 0,4         | 750,1     |
| 8 | Japón                               | 64    | 1,8         | 693,6     |
| 9 | Alemania                            | 57    | 4,6         | 669,8     |
| 10 | Baréin                              | 78    | 0,3         | 660,3     |
| 11 | Islas Vírgenes Británicas (Dep. UK) | 81    | 0,2         | 617,9     |
| 12 | Bermudas (Dep. UK)                  | 85    | 0,1         | 539,9     |
| 13 | Reino Unido                         | 45    | 20,0        | 516,5     |
| 14 | Panamá                              | 77    | 0,1         | 471,5     |
| 15 | Bélgica                             | 59    | 1,2         | 467,2     |
| 16 | Islas Marshall                      | 90    | 0,0         | 457,0     |
| 17 | Austria                             | 66    | 0,4         | 453,5     |
| 18 | Emiratos Árabes Unidos              | 79    | 0,1         | 439,6     |
| 19 | Bahamas (Com. UK)                   | 83    | 0,0         | 431,1     |
| 20 | Chipre                              | 58    | 1,0         | 406,5     |
| - Dep. UK indica Territorio británico de ultramar o Dependencia de la Corona británica donde la reina es la cabeza del estado, tiene poderes para designar a los funcionarios gubernamentales clave, leyes tienen que ser aprobadas en Londres y el gobierno de Reino Unido mantiene algunos otros poderes. - Com. UK indica territorios de la Commonwealth. Su tribunal de apelación final es el Comité Judicial del Consejo Privado. |                                     |       |             |           |

Los países miembros de la OCDE y sus diversas dependencias representan el 84% del mercado mundial en servicios financieros offshore. Dentro de la OCDE, las jurisdicciones más importantes en cuanto a opacidad son Estados Unidos, es el líder, y países miembros de la UE o sus dependencias, que ocupan la mitad de las 20 primeras jurisdicciones. Hay que hacer una mención especial dentro de la UE a Reino Unido que tiene una red inusualmente grande de satélites formado por Territorios británico de ultramar, Dependencias de la Corona británica y territorios de la Commonwealth cuyo tribunal de apelación final es el Comité Judicial del Consejo Privado. Estas jurisdicciones generalmente comparten la ley común británica y principalmente tiene su último tribunal de apelación en Londres. Generalmente sirven Como una red de negocios que alimenta a la ciudad de Londres mediante la captura de negocios offshore de países de todo el mundo. La mayoría de las jurisdicciones británicas son de las jurisdicciones más opacas y junto con las Maldivas y Nauru comparten la dudosa distinción de ser excepcionalmente opacas.

### 2013
| | Jurisdicción                        | Opac. | Peso global | valor FSI |
| --- | ----------------------------------- | ----- | ----------- | --------- |
| 1 | Suiza                               | 78    | 4,916       | 1.765,3   |
| 2 | Luxemburgo                          | 77    | 12,049      | 1.454,5   |
| 3 | Hong Kong                           | 68    | 4,206       | 1.283,4   |
| 4 | Islas Caimán (Dep. UK)              | 73    | 4,694       | 1.233,6   |
| 5 | Singapur                            | 58    | 4,280       | 1.216,9   |
| 6 | Estados Unidos                      | 71    | 22,586      | 1.213,0   |
| 7 | Líbano                              | 78    | 0,354       | 747,9     |
| 8 | Alemania                            | 64    | 4,326       | 738,3     |
| 9 | Jersey (Dep. UK)                    | 57    | 0,263       | 591,7     |
| 10 | Japón                               | 78    | 1,185       | 513,1     |
| 11 | Panamá                              | 81    | 0,190       | 489,6     |
| 12 | Malasia                             | 85    | 0,082       | 471,7     |
| 13 | Baréin                              | 45    | 0,182       | 461,2     |
| 14 | Bermudas (Dep. UK)                  | 77    | 0,061       | 432,4     |
| 15 | Guernsey (Dep. UK)                  | 59    | 0,257       | 419,4     |
| 16 | Emiratos Árabes Unidos              | 90    | 0,061       | 419,0     |
| 17 | Canadá                              | 66    | 2,008       | 418,5     |
| 18 | Austria                             | 79    | 0,371       | 400,8     |
| 19 | Mauricio (Com. UK)                  | 83    | 0,047       | 397,9     |
| 20 | Islas Vírgenes Británicas (Dep. UK) | 58    | 0,241       | 385,4     |
| - Dep. UK indica Territorio británico de ultramar o Dependencia de la Corona británica donde la reina es la cabeza del estado, tiene poderes para designar a los funcionarios gubernamentales clave, leyes tienen que ser aprobadas en Londres y el gobierno de Reino Unido mantiene algunos otros poderes. - Com. UK indica territorios de la Commonwealth. Su tribunal de apelación final es el Comité Judicial del Consejo Privado. |                                     |       |             |           |

### 2015
| | Jurisdicción                   | Opac. | Peso global | valor FSI |
| --- | ------------------------------ | ----- | ----------- | --------- |
| 1 | Suiza                          | 73    | 5,625       | 1.466,1   |
| 2 | Hong Kong                      | 72    | 3,842       | 1.259,4   |
| 3 | Estados Unidos                 | 60    | 19,603      | 1.254,8   |
| 4 | Singapur                       | 69    | 4,280       | 1.147,1   |
| 5 | Islas Caimán (Dep. UK)         | 65    | 4,857       | 1.013,2   |
| 6 | Luxemburgo                     | 55    | 11,630      | 817,0     |
| 7 | Líbano                         | 79    | 0,377       | 760,2     |
| 8 | Alemania                       | 56    | 6,026       | 701,9     |
| 9 | Baréin                         | 74    | 0,164       | 471,4     |
| 10 | Emiratos Árabes Unidos (Dubái) | 77    | 0,085       | 440,8     |
| 11 | Macao                          | 70    | 0,188       | 420,2     |
| 12 | Japón                          | 58    | 1,062       | 418,4     |
| 13 | Panamá                         | 72    | 0,132       | 415,7     |
| 14 | Islas Marshall                 | 79    | 0,053       | 405,6     |
| 15 | Reino Unido                    | 41    | 17,394      | 380,2     |
| 16 | Jersey (Dep. UK)               | 65    | 0,216       | 354,0     |
| 17 | Guernsey (Dep. UK)             | 64    | 0,231       | 339,4     |
| 18 | Malasia                        | 75    | 0,050       | 338,7     |
| 19 | Turquía                        | 64    | 0,182       | 320,9     |
| 20 | China                          | 54    | 0,743       | 312,2     |
| - Dep. UK indica Territorio británico de ultramar o Dependencia de la Corona británica donde la reina es la cabeza del estado, tiene poderes para designar a los funcionarios gubernamentales clave, leyes tienen que ser aprobadas en Londres y el gobierno de Reino Unido mantiene algunos otros poderes. - Com. UK indica territorios de la Commonwealth. Su tribunal de apelación final es el Comité Judicial del Consejo Privado. |                                |       |             |           |

Las puntuaciones de opacidad de la mayoría de los países han mejorado debido a que se están tomando medidas reales para frenar el secreto financiero. La OCDE ha desplegado un sistema de Intercambio automático de información donde los países comparten información relevante para abordar la evasión de impuestos. La UE está empezando a presionar para crear registros de propietarios de beneficios y hacer esa información disponible a cualquiera que tenga un legítimo interés. La UE también está requiriendo a multinacionales que provean datos financieros país por país. Como respuestas se ha producido el movimiento de capitales hacia jurisdicciones que se niegan a abrirse como Dubái, Islas Vírgenes Británicas o Nevada en los Estados Unidos.
Estados Unidos es la jurisdicción importante que está teniendo peor evolución por haber hecho pocos esfuerzos por suscribirse a iniciativas de transparencia (no ha suscrito CRS y su FATCA aporta relativamente poca información a los países le suministran información).. Además, el sistema federalista de Estados Unidos permite que ciertos estados, como Nevada, Delaware, Montana, Dakota del Sur, Alaska, Wyoming y Nueva York, tengan impuestos muy bajos y alta opacidad, esto junto con que la creación de una empresa es un proceso sencillo, provoca la atracción de capital extranjero. Estados Unidos ha sido uno de los pocos que ha empeorado su puntuación de opacidad y ha pasado del sexto lugar al tercero. Suiza es el líder del índice ya que aunque el grado de opacidad se ha reducido un poco todavía es muy alto. Por otro lado Reino Unido aunque su opacidad propia es moderada, su red global de jurisdicciones opacas (Territorio británico de ultramar, Dependencia de la Corona británica y territorios de la Commonwealth) tienen un gran grado de opacidad. Hong Kong ocupa el segundo lugar de la clasificación por su poca transparencia, que entre otras decisiones se niega a firmar CRS, y se apoya en la protección de China para mantener un alto grado de opacidad que permite incluso actividades que típicamente las llevan a cabo grupos criminales. La situación de Singapur es similar a la de Hong Kong pero con cierto grado de preocupación en evitar los peores excesos. Líbano mantiene un alto grado de opacidad, entre otras cosas se niega a suscribir CRS, incluso más grande que Suiza. Baréin es uno de las jurisdicciones más opacas de todas, entre otras cosas se niega a suscribir CRS, dedicada principalmente a los países árabes Dubái es otra jurisdicción que se niega a reducir su opacidad y ha atraído durante mucho tiempo grandes cantidades de capital de origen criminal y evasión de impuestos procedentes de Asia, África y otros lugares.

### 2018
| | Jurisdicción                        | Opac. | Peso global | valor FSI |
| --- | ----------------------------------- | ----- | ----------- | --------- |
| 1 | Suiza                               | 76.45 | 4.50%       | 1589.57   |
| 2 | Estados Unidos                      | 59.83 | 22.30%      | 1298.47   |
| 3 | Islas Caimán (Dep. UK)              | 72.28 | 3.79%       | 1267.68   |
| 4 | Hong Kong                           | 71.05 | 4.17%       | 1243.68   |
| 5 | Singapur                            | 67.13 | 4.58%       | 1081.98   |
| 6 | Luxemburgo                          | 58.20 | 12.13%      | 975.92    |
| 7 | Alemania                            | 59.10 | 5.17%       | 768.95    |
| 8 | Taiwán                              | 75.75 | 0.50%       | 743.38    |
| 9 | Emiratos Árabes Unidos              | 83.85 | 0.14%       | 661.15    |
| 10 | Guernsey (Dep. UK)                  | 72.45 | 0.52%       | 658.92    |
| 11 | Líbano                              | 72.03 | 0.51%       | 644.41    |
| 12 | Panamá                              | 76.63 | 0.27%       | 625.84    |
| 13 | Japón                               | 60.50 | 2.24%       | 623.92    |
| 14 | Países Bajos                        | 66.03 | 0.90%       | 598.81    |
| 15 | Tailandia                           | 79.88 | 0.13%       | 550.60    |
| 16 | Islas Vírgenes Británicas (Dep. UK) | 68.65 | 0.38%       | 502.76    |
| 17 | Baréin                              | 77.80 | 0.11%       | 490.71    |
| 18 | Jersey (Dep. UK)                    | 65.45 | 0.38%       | 438.22    |
| 19 | Bahamas (Com. UK)                   | 84.50 | 0.04%       | 429.00    |
| 20 | Malta                               | 60.53 | 0.71%       | 426.31    |
| - Dep. UK indica Territorio británico de ultramar o Dependencia de la Corona británica donde la reina es la cabeza del estado, tiene poderes para designar a los funcionarios gubernamentales clave, leyes tienen que ser aprobadas en Londres y el gobierno de Reino Unido mantiene algunos otros poderes. - Com. UK indica territorios de la Commonwealth. Su tribunal de apelación final es el Comité Judicial del Consejo Privado. |                                     |       |             |           |

Suiza y Estados Unidos son los mayores promotores de la opacidad financiera. Suiza ha retrasado la implementación del intercambio automático de información, y en 2017 los legisladores intentaron detenerlo por completo con los países que consideraron 'corruptos'". Estados Unidos, continúa negándose a participar en los esfuerzos internacionales para frenar el secreto financiero y, en cambio, continua estableciendo un sistema paralelo que busca información sobre ciudadanos estadounidenses en el extranjero, pero no proporciona datos a países extranjeros. Varios estados de EE. UU. siguen considerándose paraísos fiscales, incluido Delaware.
Algunos acuerdos para el intercambio automático de información serán implementados en 2018 por muchos países como Bahamas, Samoa y San Kitts y Nevis.
La Unión Europea elaboró una lista negra de 17 jurisdicciones opacas, solo para eliminar de la lista a ocho países unas semanas después, incluido Panamá (en el puesto 12 en el índice de secreto) y Macao (en el puesto 22). Hay miembros de la UE ocupan lugares destacados: Luxemburgo, los Países Bajos, Malta y Alemania. Reino Unido, sigue protegiendo el secreto financiero a través de sus jurisdicciones satélites como Guernsey (en el puesto 10), Jersey (en el puesto 18) y la Isla de Man (en el puesto 42).
Se incorpora a la lista Kenia, con un índice de opacidad muy alto, que es uno de los paraísos fiscales más destacados de África. Ocupa el puesto 27, dada su participación de mercado bastante pequeña.

### 2020
| | Jurisdicción                        | Opac. | Peso global | valor FSI |
| --- | ----------------------------------- | ----- | ----------- | --------- |
| 1 | Islas Caimán (Dep. UK)              | 76,08 | 4,58%       | 1575,19   |
| 2 | Estados Unidos                      | 62,89 | 21,37%      | 1486,96   |
| 3 | Suiza                               | 74,05 | 4,12%       | 1402,10   |
| 4 | Hong Kong                           | 66,38 | 4,44%       | 1035,29   |
| 5 | Singapur                            | 64,98 | 5,17%       | 1022,12   |
| 6 | Luxemburgo                          | 55,45 | 12,36%      | 849,36    |
| 7 | Japón                               | 62,85 | 2,20%       | 695,59    |
| 8 | Países Bajos                        | 67,40 | 1,11%       | 682,20    |
| 9 | Islas Vírgenes Británicas (Dep. UK) | 71,30 | 0,50%       | 619,14    |
| 10 | Emiratos Árabes Unidos              | 77,93 | 0,21%       | 605,20    |
| 11 | Guernsey (Dep. UK)                  | 70,65 | 0,41%       | 564,56    |
| 12 | Reino Unido                         | 46,20 | 15,94%      | 534,65    |
| 13 | Taiwán                              | 65,50 | 0,59%       | 507,57    |
| 14 | Alemania                            | 51,73 | 4,71%       | 499,72    |
| 15 | Panamá                              | 71,88 | 0,22%       | 479,51    |
| 16 | Jersey (Dep. UK)                    | 65,53 | 0,46%       | 466,81    |
| 17 | Tailandia                           | 73,25 | 0,15%       | 448,86    |
| 18 | Malta                               | 61,75 | 0,66%       | 442,20    |
| 19 | Canadá                              | 55,84 | 1,60%       | 438,38    |
| 20 | Catar                               | 77,00 | 0,09%       | 433,05    |
| - Dep. UK indica Territorio británico de ultramar o Dependencia de la Corona británica donde la reina es la cabeza del estado, tiene poderes para designar a los funcionarios gubernamentales clave, leyes tienen que ser aprobadas en Londres y el gobierno de Reino Unido mantiene algunos otros poderes. - Com. UK indica territorios de la Commonwealth. Su tribunal de apelación final es el Comité Judicial del Consejo Privado. |                                     |       |             |           |

El secreto financiero en todo el mundo está disminuyendo a raíz de las recientes reformas sobre transparencia. En promedio, los países del índice redujeron su contribución al secreto financiero mundial en un 7%. No obstante, una serie de jurisdicciones que representan un gran porcentaje de los servicios financieros mundiales se han opuesto a la tendencia, sobre todo Estados Unidos, Caimán y el Reino Unido.
El análisis de los cambios en las puntuaciones de secreto financiero de los países mostró que las mayores reformas se han producido en el intercambio automático de información y el registro de beneficiarios reales, mientras que las reformas en la presentación de informes desglosados por países han sido insuficientes.
Por otro lado, en 2020 los países de la OCDE son responsables del 49% de todo el secreto financiero en el mundo. Directamente el 35% del secreto financiero mundial medido por el índice, y el 14% indirectamente a través de sus dependencias a las que subcontratan parte de su secreto financiero, como ocurre con dependencias como las Islas Vírgenes de Estados Unidos y Curazao, y las dependencias que componen la telaraña del Reino Unido.